# Kachess Lake
Der Kachess Lake ist ein See im Kittitas County im US-Bundesstaat Washington. Der See ist etwa 17 km lang und 18,6 km² groß. Der obere Seeteil wird auch als Little Kachess Lake bezeichnet. Der See wird hauptsächlich vom Kachess River gespeist, einem kleinen Fluss der in der Snoqualmie Alpine Wilderness entspringt. Der Kachess River verlässt den See im Süden durch den Kachess Dam.
Der Kachess Dam ist ein 35 m hoher Erddamm, der den natürlichen Kachess Lake weiter aufstaut. Der Staudamm wurde von 1910 bis 1912 vom Bureau of Reclamation als Teil des Yakima Project zur Bewässerung des Yakima Valley auf einer eiszeitlichen Moräne erbaut. Der aufgestaute Kachess Lake hat ein Volumen von 294 Mio m³. 
Der Name Kachess stammt aus einer Indianersprache und bedeutet „fischreich“ im Gegensatz zum Keechelus Lake, der „fischarm“ genannt wird. Der See befindet sich im Wenatchee National Forest. Am Ufer des Kachess Lake befindet sich ein Campingplatz, der See ist ein beliebtes Ziel für Wassersportler und Angler. Häufige Angelfische sind Rotlachs, Cutthroat-Forelle und Regenbogenforelle. 